# Gagea hissarica
Gagea hissarica är en liljeväxtart som beskrevs av Vladimir Ippolitovich Lipsky. Gagea hissarica ingår i Vårlökssläktet och i familjen liljeväxter. Inga underarter finns listade.